# Cladonia mediterranea
Cladonia mediterranea és una espècie liquenitzada de fong ascomicot de l'ordre dels lecanorals (Lecanorales), família Cladoniaceae.

## Morfologia
Aquesta espècie de "liquen dels rens" té un tal·lus fruticulós blanc amb tons grisos, grocs o blaus. El tal·lus primari ha desaparegut i només queda el secundari. Forma uns eixos cilíndrics erectes, buit i ramificats de forma dicotòmica, de superfície llisa i que formen estructures que recorden a petits arbres, de fins a 6 cm d'alt i 3 de diàmetre.

## Hàbitat
Viu sobre sòls poc profunds, siguin calcaris o silícics, i està associada a ambients costaners. Als països catalans, es troba habitualment a les clarianes de pinedes i brolles, normalment acompanyat de molses. La seva població total és desconeguda, si bé els estudis realitzats a Espanya, Portugal, Anglaterra i Itàlia indiquen que la seva tendència poblacional és decreixent, fet que s'atribueix a la pressió antropogènica derivada dels canvis d'usos del sòl, especialment per la creació d'urbanitzacions costaneres, o a la seva recol·lecció per ús ornamental. El seu estat de conservació global no està determinat, si bé alguns autors la consideren en "perill crític" a Anglaterra i "vulnerable" a Espanya i Itàlia. Des de 2015, la Generalitat de Catalunya, en el seu Catàleg de flora amenaçada, la considera una espècie vulnerable.

## Distribució
Es pot trobar a la península Ibèrica, sud-est de França, Itàlia, Croàcia, Grècia, Turquia, Marroc, Tunísia i Algèria. Si bé té preferència per la zona mediterrània, també es pot trobar per les costes atlàntiques d'Espanya, França i l'extrem sud d'Anglaterra (Lizard peninsula, Cornualla).

## Usos
Té usos ornamentals, essent el liquen preferit per adornar pessebres, on s'usa per simular arbustos, arbres o boscos i pot ser impròpiament anomenat "molsa blanca".